# Killing Salazar
Killing Salazar (Cartels) è un film del 2016 diretto da Keoni Waxman.
La pellicola ha come protagonista Steven Seagal.

## Trama
Una squadra d'élite di agenti della DEA capitanata da John Harrison, viene incaricata di proteggere Salazar, un pericoloso signore della droga e di rifugiarsi in un hotel in attesa dell'estrazione. Ben presto si trovano al centro di un'imboscata mentre gli ex soci di Salazar assaltano l'albergo.